# Cascante
Cascante é um município da Espanha 
na província e comunidade autónoma de Navarra. Tem 62,93 km² de área e em 2021 tinha 3 962 habitantes (densidade: 63 hab./km²).

## Demografia
| Variação demográfica do município entre 1991 e 2004 | Variação demográfica do município entre 1991 e 2004 | Variação demográfica do município entre 1991 e 2004 | Variação demográfica do município entre 1991 e 2004 |
| --------------------------------------------------- | --------------------------------------------------- | --------------------------------------------------- | --------------------------------------------------- |
| 1991                                                | 1996                                                | 2001                                                | 2004                                                |
| 3487                                                | 3555                                                | 3636                                                | 3906                                                |